# Mesorgerius tschujensis
Mesorgerius tschujensis är en insektsart som beskrevs av Vilbaste 1965. Mesorgerius tschujensis ingår i släktet Mesorgerius och familjen Dictyopharidae. Inga underarter finns listade i Catalogue of Life.